# Arne Flekstad
Arne-Reidar Flekstad (* 5. August 1917 in Narvik; † 3. September 1975 in Dürnbach bei Gmund am Tegernsee) war ein norwegischer  Architekt und Filmarchitekt.

## Leben
Der aus Nordnorwegen stammende Flekstad schloss sein Architekturstudium als Diplom-Ingenieur ab und arbeitete zunächst im für diesen Beruf üblichen Tätigkeitsfeld des Hochbaus.
In der frühen Nachkriegszeit lernte er den durch seine Arbeit bei der UFA bekannten Filmarchitekten Ernst H. Albrecht kennen, der Flekstad zu sich holte. An Albrechts Seite begann Flekstad ab 1950 für Münchner Filmfirmen erste Kulissenentwürfe anzufertigen, später arbeitete der nahe der bayerischen Landeshauptstadt (in Gmund am Tegernsee) ansässige Norweger auch mit anderen deutschen Kollegen wie Sepp Rothauer, Max Mellin und Bruno Monden zusammen.
Seit Beginn der 1960er Jahre konzentrierte sich Flekstad wieder auf die Architektentätigkeit jenseits des Kinos und kehrte nur noch sporadisch zur Filmbranche zurück.

## Filmografie
- 1950: Rausch einer Nacht
- 1951: Mutter sein dagegen sehr!
- 1951: Der letzte Schuß
- 1952: Türme des Schweigens
- 1952: Ehe für eine Nacht
- 1952: Skandal im Mädchenpensionat
- 1953: Heute nacht passiert’s
- 1953: Die vertagte Hochzeitsnacht
- 1953: Tante Jutta aus Kalkutta
- 1953: Moselfahrt aus Liebeskummer
- 1954: Die Gefangene des Maharadscha
- 1954: Die süßesten Früchte
- 1954: Morgengrauen
- 1954: Ein Mädchen aus Paris
- 1957: Die Zwillinge vom Zillertal
- 1958: Die grünen Teufel von Monte Cassino
- 1959: Die feuerrote Baronesse
- 1964: Die schwedische Jungfrau (nur Schauspieler)
- 1969: Pepe, der Paukerschreck